# Pachycondyla pachynoda
Pachycondyla pachynoda är en myrart som först beskrevs av Clark 1930.  Pachycondyla pachynoda ingår i släktet Pachycondyla och familjen myror. Inga underarter finns listade i Catalogue of Life.